# Le Salève
Le Salève ou mont Salève, culminant à 1 379 m, est une montagne isolée entre le massif du Jura et les Préalpes située dans le département de la Haute-Savoie, en France. On l'appelle aussi parfois le « balcon de Genève », ou « montagne des Genevois » car bien que situé intégralement en France, il est voisin de l'agglomération transfrontalière de Genève située au nord-ouest, la frontière passant au pied des falaises de l'extrémité nord de la montagne. Il offre l'un des points de vue les plus appréciés sur le canton de Genève et le Léman, étant facilement accessible par la route et par son téléphérique. Bien qu'appartenant d'un point de vue géologique au massif du Jura, ce crêt de calcaire plissé est parfois rattaché aux Préalpes.

## Toponymie
« Salève » est un oronyme dérivant des mots latins salire et saliens signifiant « sauter », « sortir », « jaillir » et désignant un saillant, une hauteur formant saillie, un promontoire rocheux. Selon Paul Guichonnet, la racine indo-européenne *sal désigne une pente à éboulis.
La montagne est mentionnée dès le IVe siècle avec Monte Seleuco, puis au XIIe siècle avec Salevus mons. C'est au siècle suivant qu'il semble prendre sa forme actuelle avec Mont Salevus, puis au XIVe siècle avec Montis de Salevu.
La forme Seleuco montre qu'il s'agit d'un toponyme d'origine gauloise. Dans la langue celtique continentale, le suffixe co est une dérivation qui forme un nom de lieu,. Les Gaulois vénéraient une déesse Sulevia dont le nom est un composé su-leuia avec su- « bon » et -leuia « conductrice » ou « gouvernante ». Seleuco pourrait donc être le domaine de Suleuia (Su-leuia-co). « Collines et montagnes sont souvent, chez les peuples traditionnels, la demeure des dieux. » Il existe une autre possibilité : Seleuco pourrait être une dérivation en -co du mot gaulois désignant le troupeau, selua. Dans ce cas Seleuco serait « le lieu où il y a le troupeau », « le pâturage ».

## Géographie

### Situation

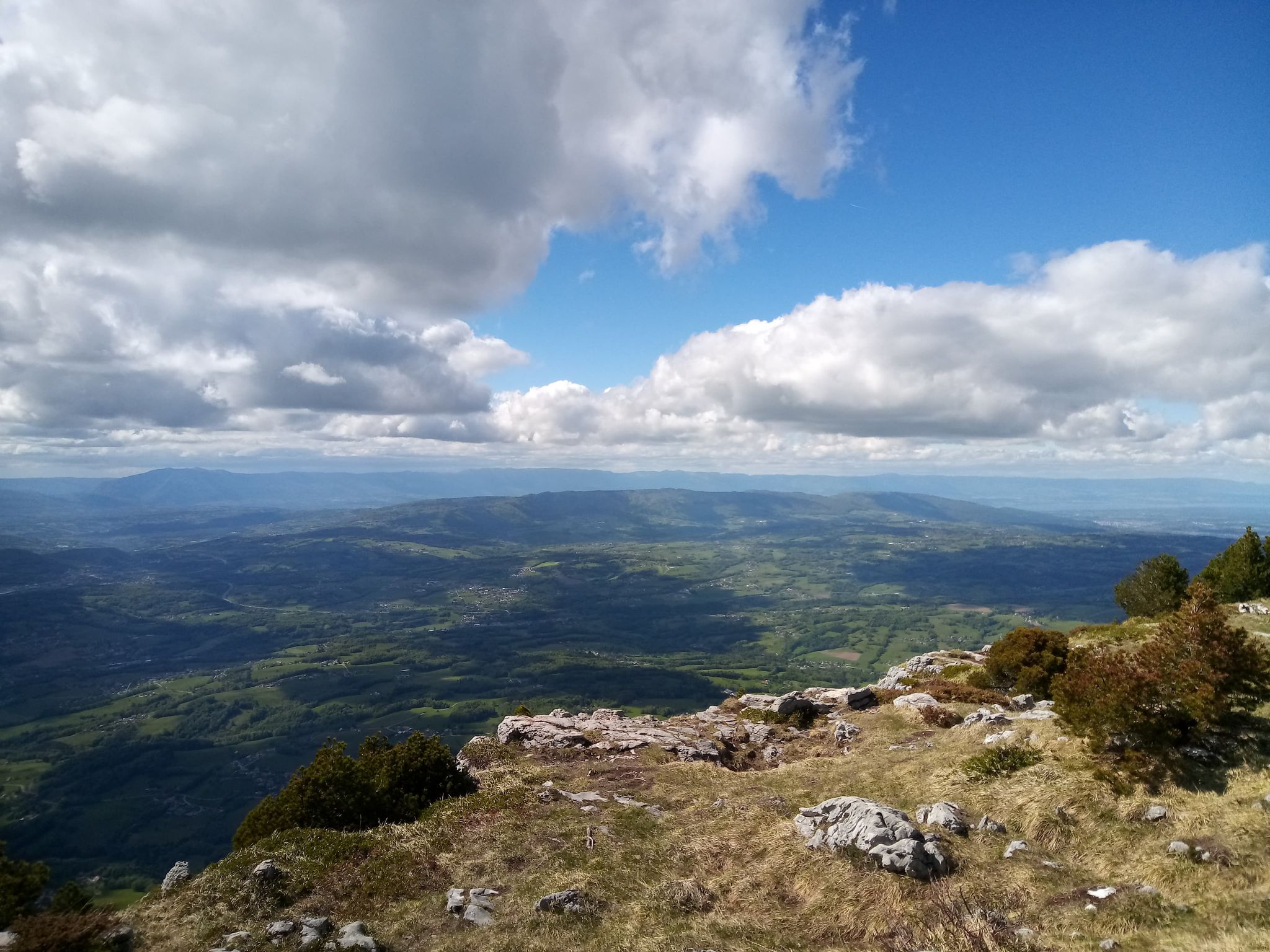
Le Salève (au centre) avec à l'horizon le massif du Jura vus depuis le Parmelan au sud.

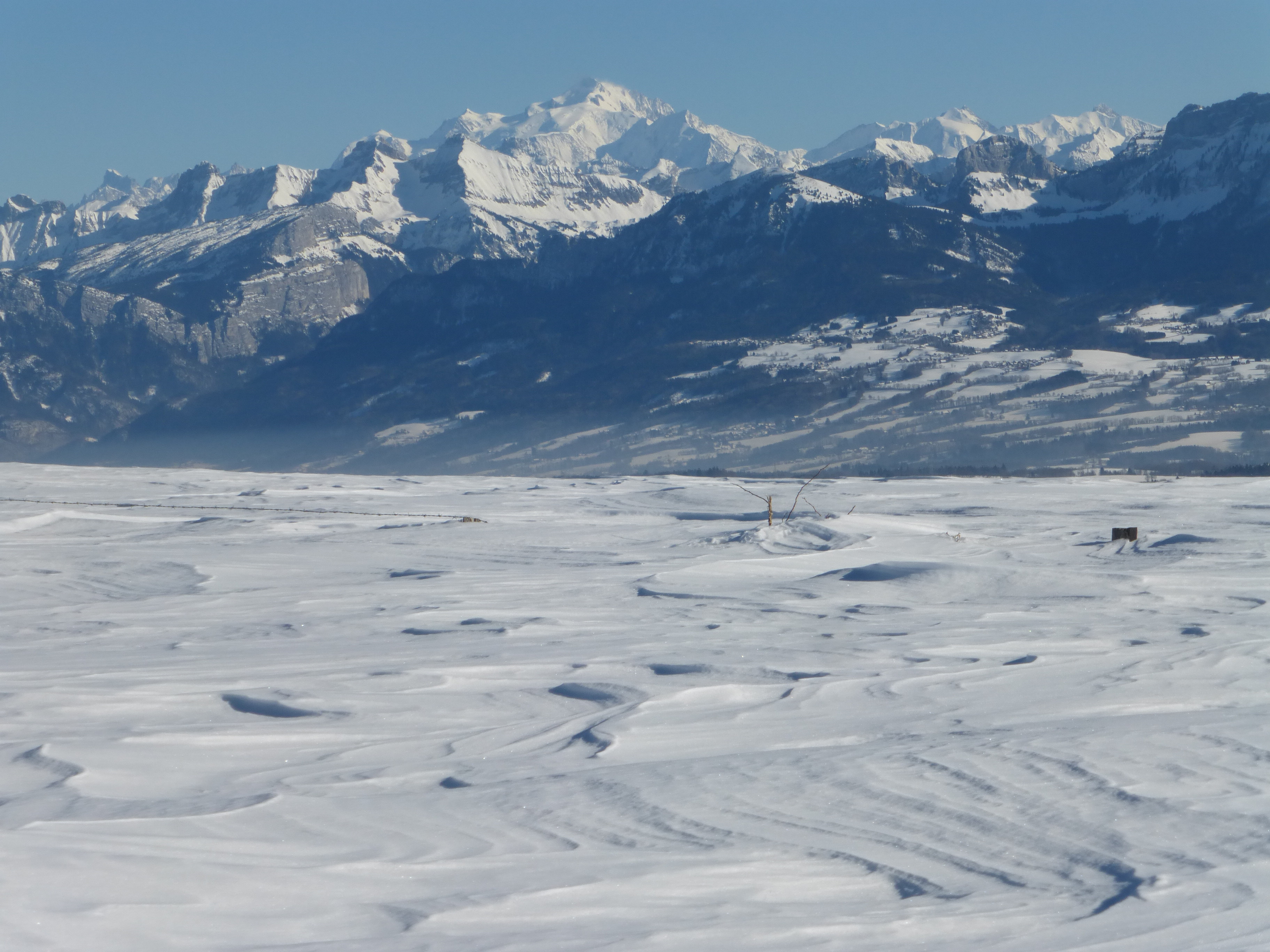
Vue du mont Blanc depuis le plateau du Salève.

Le Salève se répartit entre les communautés de communes Annemasse - Les Voirons Agglomération, Arve et Salève, du Pays de Cruseilles et du Genevois. Il est aussi limitrophe de l'agglomération suisse de Genève et est entouré par les autoroutes A40, A41 et A410.
Du fait de sa position, le Salève offre un panorama étendu sur l'agglomération genevoise, le Léman, le versant sud du massif du Jura, les Préalpes, le lac d'Annecy et le mont Blanc.
Le Salève est un relief jurassien isolé, situé à l'extrémité sud-ouest du Plateau suisse. Il délimite aussi la bordure septentrionale du plateau des Bornes. La montagne se prolonge vers le sud-ouest par l'intermédiaire de la montagne de la Mandallaz et la montagne d'Âge. Elle est aussi voisine du massif du Chablais (est), du massif des Bornes (sud) et du Jura (nord-ouest) auquel il est lié du point de vue géologique.

### Topographie

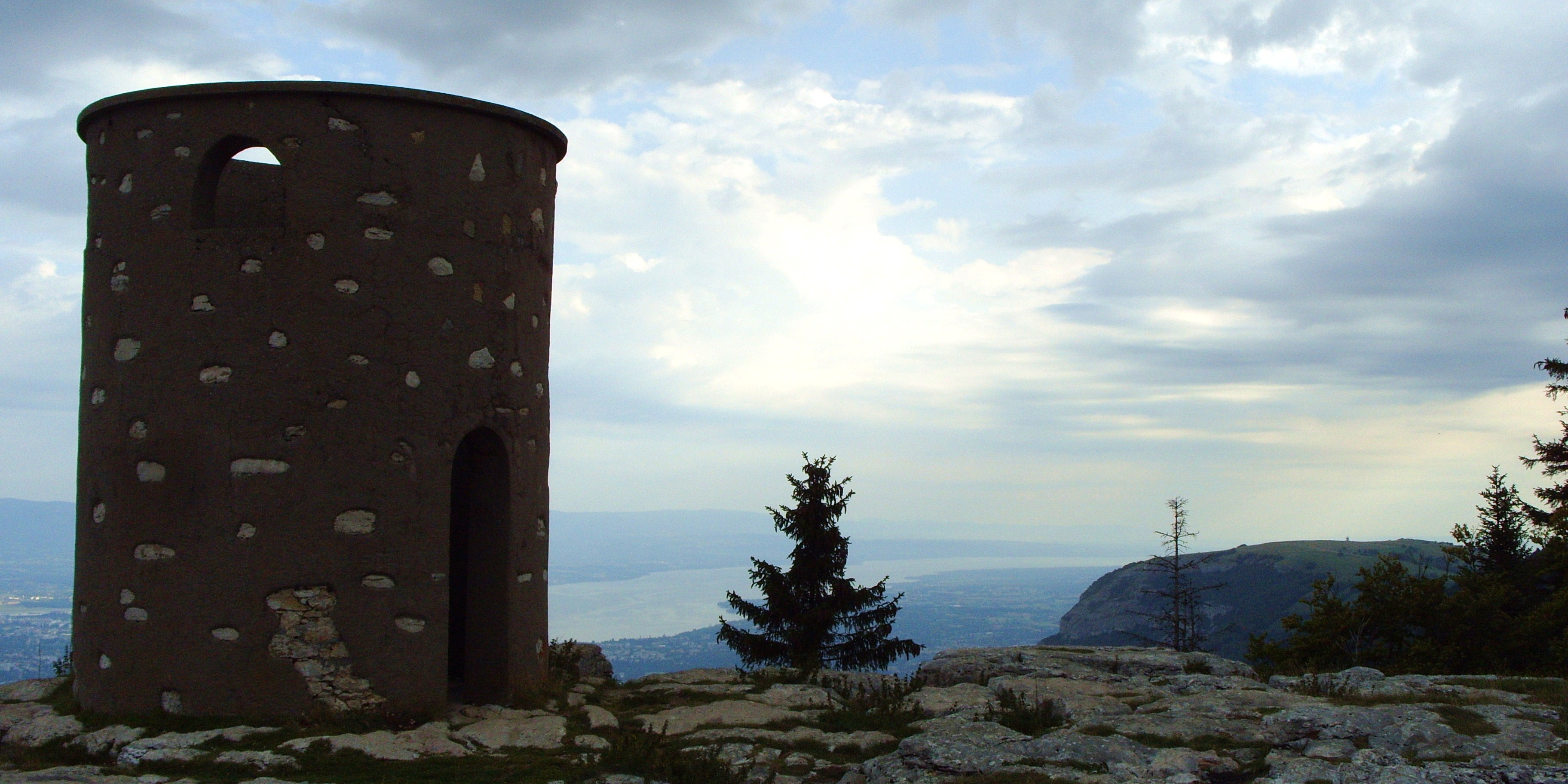
La tour Bastian au Grand Piton, point culminant du Salève (1379 m).

Le Salève s'étend sur 21 kilomètres de longueur entre Étrembières au nord et le pont de la Caille au sud. Il est régulièrement orienté du nord-est au sud-ouest, et il est constitué de trois parties d'inégales longueurs, séparées par deux dépressions : le Petit Salève qui culmine à 899 mètres d'altitude au Camp des Allobroges, le Grand Salève qui culmine à 1 309 mètres d'altitude et le massif Pitons-Plan parfois appelé Salève des Pitons ou simplement Les Pitons. Ce dernier massif culmine au Grand Piton (1 379 mètres) et comporte trois autres sommets nommés : la pointe de la Piollière (1 349 mètres), le Petit Piton (1 369 mètres) au nord et la pointe du Plan au sud (1 349 mètres),. Entre le Petit et le Grand Salève, le vallon de Monnetier a une altitude de 684 mètres et entre le Grand Salève et le massif des Pitons, le col de la Croisette s'élève à 1 175 mètres et est franchi par la route départementale 45.

### Géologie

#### Configuration structurale

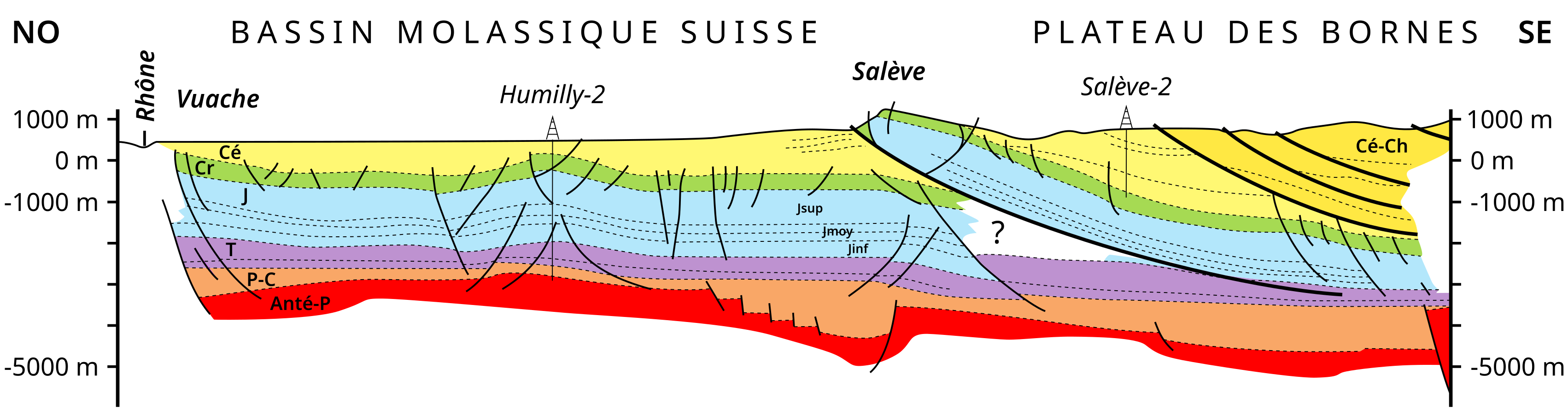
Coupe géologique du Salève. Anté-P = Anté-permien, P-C = Permo-carbonifère, T = Trias, J = Jurassique, Jinf = Jurassique inférieur, Jmoy = Jurassique moyen, Jsup = Jurassique supérieur, Cr = Crétacé, Cé = Molasse du Plateau (Cénozoïque), Cé-Ch = Molasse subalpine (Cénozoïque). Les traits épais correspondent aux principaux plans de charriage.

Carte tectonique du Salève. Np = Nappes penniques.

Le Salève correspond à un pli anticlinal déjeté vers le nord-ouest et chevauchant au milieu du bassin d'avant-pays nord alpin,,. Mais l'identification d'un réseau de failles longitudinales le long du flanc sud-est notamment permet de considérer que le soulèvement du Salève résulte de l'action de failles de type « pop-up »,. Le Salève sépare au nord le bassin molassique franco-genevois (affilié au bassin molassique suisse) et le plateau molassique des Bornes (affilié au bassin savoyard) au sud.
À l'image du massif du Jura, il résulte du décollement puis du charriage des couvertures sédimentaire du domaine jurassien vers le nord à la suite du chevauchement des massifs cristallins externes sur le socle du Jura au Miocène,. Le décollement s'est effectué le long d'une faille normale enracinée dans les couches triasiques qui a joué en sens inverse au cours de la collision alpine. Le raccourcissement de la couverture sédimentaire est estimé entre 2,5 à 3 km.
Les couches du flanc oriental du Salève forme une pente structurale qui plonge sous la molasse du plateau des Bornes mais leur prolongation vers le sud-est est contrarié par des accidents longitudinaux, forçant les calcaires urgoniens de la formation de Vallorbe à former des plis coffrés ou kinks. Le long du versant occidental, elles forment un pli déjeté et faillé en grande partie démantelé. La moitié supérieure constituent des falaises où les bandes de végétation définissent des intervalles à dominante marneuse qui  délimitent des alternances entre des couches calcaires. Sur la moitié inférieure, les couches sont subverticales à renversées et plongent sous le bassin molassique franco-genevois en constituant le flanc renversé du pli.
Enfin des failles décrochantes senestres orientées sud-est - nord-ouest découpent le pli du Salève en plusieurs compartiments qui constituent à l'ouest les chainons latéraux de la montagne de la Mandallaz et de la montagne d'Âge jusqu'à la faille du Vuache. L'une des plus importantes au Salève est le décrochement du Coin qui se caractérise par un déplacement horizontal de 700 m vers le nord-ouest et un rejet vertical de 80 m. Son activité est à l'origine de la formation d'un important miroir de faille qui surplombe le hameau du Coin (Collonges-sous-Salève) tandis que le plan de faille se poursuit vers le sud-est, à l'est de la Croisette. Ces failles, qui s'enracinent dans la couverture sédimentaire, absorbent les différences de raccourcissement du Jura entre ses extrémités et le centre et contribuent à sa morphologie arquée.

#### Stratigraphie

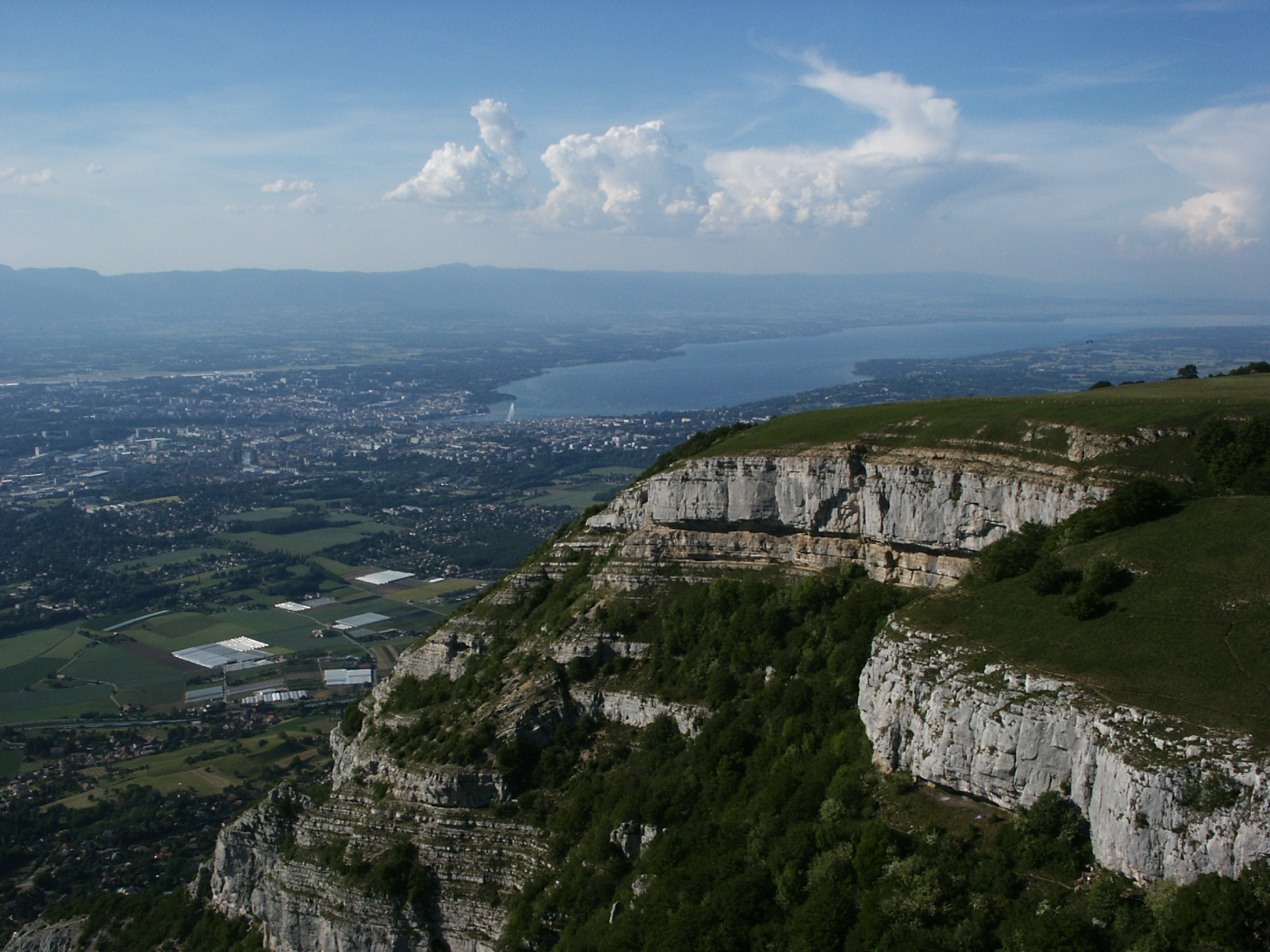
Succession du Crétacé inférieur au Grand Salève. Ces formations sont identiques à celles observées dans le massif du Jura à l'arrière-plan. Ces deux reliefs sont séparés par le bassin molassique suisse comblé par le dépôt de la molasse oligocène à miocène.

Le Salève ainsi que les chaînons latéraux appartiennent au domaine jurassien. Ils se caractérisent par des séries calcaires de plateformes d'âge mésozoïque. Contrairement au massif des Bornes appartenant au domaine helvétique, le domaine jurassien comporte des faciès marins peu profonds à littoraux,. Les épaisses séries calcaires constituent des falaises tandis que les calcaires marneux et les intervalles marneux forment des rentrants dans le paysage. Au Salève, les séries affleurantes se répartissent entre la formation du Coin (ancienne base de la formation des calcaires de Tabalcon) du Tithonien (Jurassique supérieur) et la formation de la Perte-du-Rhône de l'Aptien - Albien (Crétacé inférieur). À la suite de la mise en place du bassin d'avant-pays nord-alpin et le passage du bourrelet frontal, le sommet de la série stratigraphique a émergé et a été transformé en karst entre le Crétacé tardif et le Paléogène. Les karsts ont ensuite été comblés par le grès sidérolithique à l'Éocène. Cette unité correspond à des dépôts fluviatiles à dominante quartzeuse (quartzite) et présentant localement une forte concentration en fer (d'où le terme sidérolithique) qui leur confère une teinte rougeâtre,,. Ces grès ont été par ailleurs exploités à partir du Ve siècle aux rochers de Faverges pour la production de métal à partir de l'extraction du fer. Des dépôts alluvionnaires et lacustres ont ensuite rempli au Rupélien des dépressions lacustres que l'on rencontre uniquement sur le flanc sud-est, au mont Gosse (poudingues de Mornex),,,. Enfin le substratum calcaire karstifié, les grès sidérolithiques et les dépôts lacustres sont recouverts par la molasse dont seule subsiste la molasse rouge auct (aussi dénommée « Marnes et Grès bariolés ») qui daterait du Chattien (Oligocène).

#### Quaternaire
Au cours des glaciations quaternaires, le Salève se situe à la convergence des glaciers du Rhône (est) et de l'Arve (sud), s'écoulant de part et d'autre du relief qui est recouvert par les glaces lors des phases paroxysmales (la surface du glacier est évaluée à 1 400-1 450 m d'altitude dans le Genevois). Le retrait qui suit la glaciation de Riss s'accompagne de l'abandon de nombreux blocs erratiques sur le plateau sommital du Salève et le Petit Salève. Plus de 1 200 blocs furent répertoriés sur le massif dont 400 subsistent sur le Petit Salève. Les plus grands atteignent 12 m. Ce sont surtout des granites du massif du Mont-Blanc (glaciers de l'Arve et du Rhône) et des gneiss provenant de la nappe de Siviez-Mischabel dans le Valais (glacier du Rhône). La glaciation suivante du Würm n'entraine pas l'ennoiement du Salève sous la glace (surface à 1 150 m d'altitude) mais son retrait est marqué par une influence plus forte des apports du glacier de l'Arve ce qui conduit à une importante accumulation de blocs erratiques  sur le Petit Salève. Malheureusement, une grande partie de ces blocs sont exploités pour la construction et notamment satisfaire les besoins pour le développement des chemins de fer dont celui du Salève. Horace Bénédict de Saussure est le premier à les décrire et à s'inquiéter de leur exploitation et plusieurs géologues dont Alphonse Favre tentent par la suite de les préserver mais sans succès,.

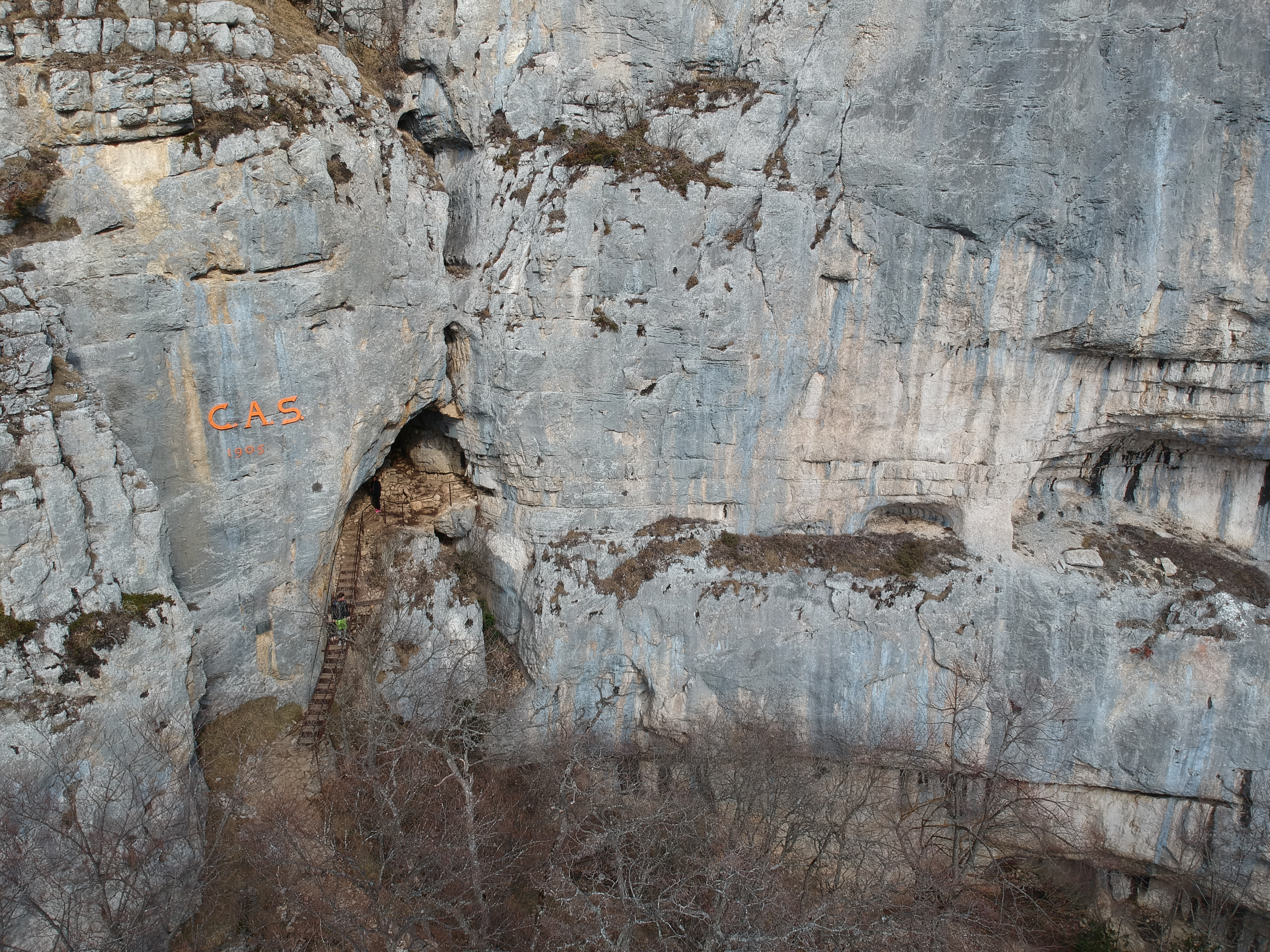
La grotte d'Orjobet est creusée dans la partie sommitale du membre de Vouglans, anciennement tidalites de Vouglans, (Tithonien). Ce sont des dépôts carbonatés fins déposés dans un environnement d'estran.

À l'image du massif du Jura, le Salève comporte plusieurs grottes et autres cavités associées au développement du réseau karstique (Tanne à Damon, grotte d'Orjobet, grotte des faux-monnayeurs, Trou de la Tine), voire résultant de l'effondrement de blocs au pied du flanc occidental (grotte de Sous-Balme). Ce karst draine un important volume d'eau qui est acheminé jusqu'aux nombreuses résurgences distribués à la base du relief et dont le transit s'effectue en 1 à 2 jours. Cette ressource en eau est aujourd'hui captée sur trois sources (Eaux Belles à Étrembières, Douai dans la cluse des Usses et au Pas de l'Échelle) qui alimentent en eau les communes limitrophes. Elle fournit notamment 30 % des besoins de l'agglomération d'Annemasse - Les Voirons.
La montagne est aussi entaillée de plusieurs gorges étroites et profondes, dont la Petite et la Grande Gorge. Parmi ces dernières, la Grande Varappe a donné son nom, à la fin du XIXe siècle, à ce terme relatif à la pratique de l'escalade. Une intense activité se développe sur ce flanc abrupt à l'époque où cette discipline n'en est qu'à ses balbutiements. Ces gorges traduisent la présence des nombreuses failles décrochantes qui traversent le Salève.
L'origine du vallon de Monnetier, qui sépare le Petit et le Grand Salève, demeure néanmoins débattue. Il est initialement attribué à une érosion fluviatile par Horace Bénédict de Saussure qui estime que « la gorge de Monetier paraît avoir été formée par un courant […], qui descendait des Alpes par la vallée de l'Arve ». L'érosion s'interrompant avec le soulèvement du Salève, obligeant l'Arve à le contourner pour emprunter son lit actuel. Guillaume-André Deluc (1801) puis, son frère, Jean André Deluc (1818) suggèrent que le vallon résulterait d'une cassure formée lors du soulèvement de la montagne qui aurait engendré un affaissement. Alphonse Favre reprend ensuite l'idée de Guillaume-André Deluc et la complète en formulant que le vallon « a été considérablement agrandi par le temps et surtout par l'agent qui a transporté les blocs erratiques ». Plus récemment, Quentin Deville propose que le vallon de Monnetier serait initialement une zone de fragilité du Salève parcourue par de nombreuses diaclases ce qui auraient favorisé la formation d'une dépression qui aurait ensuite été élargie au cours des glaciations quaternaires.

### Faune et flore
Le Salève est habité par des sangliers, des blaireaux (appelés localement tassons), des chevreuils ou encore des chamois. Le loup a par ailleurs été observé et filmé pour la première fois sur le Salève en mars et avril 2012. Enfin, il existe des indices concernant la présence de lynx.
Les forêts du Salève sont principalement composées de châtaigniers, chênes, pins sylvestres, épiceas, hêtres, charmes et érables[réf. nécessaire].

## Histoire

### Préhistoire
Il a abrité, entre 10 000 et 12 000 ans av. J.-C., un site magdalénien. À partir de 1833 le médecin genevois François-Isaac Mayor, puis le pasteur Taillefer et le dentiste Thioly explorent le passé de la montagne ; la falaise en limite de Veyrier, côté français, se révèle avoir été un abri. Ossements (perdrix, rennes, cheval, marmottes…), silex et bois gravé sont retrouvés en une douzaine d'endroits, grotte, abris ou habitat. Un dolmen était à Aiguebelle.
Lors du Néolithique et de l'âge du bronze, l'habitat devient plus sédentaire (Bossey, Chaffardon). Un oppidum est élevé (-1000) sur l'éperon du petit Salève, face au mont Vuache. Sur les cartes topographiques IGN le sommet (899 m) du Petit Salève est d'ailleurs nommé Camp des Allobroges.

### Histoire contemporaine

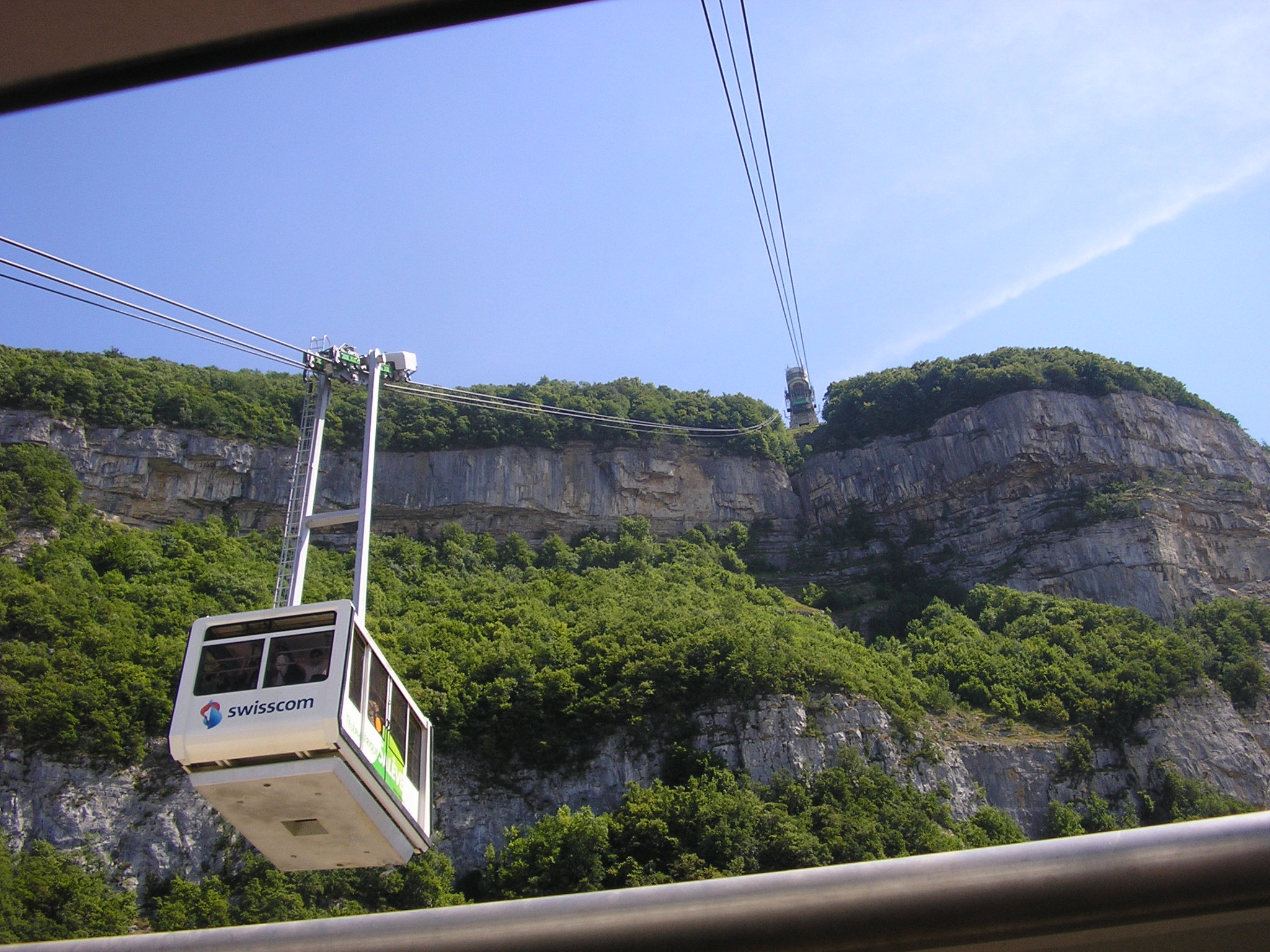
Le téléphérique du Salève.

En 1820, la tour des Pitons, point culminant du Salève à 1 379 mètres, est construite par le notaire et administrateur Claude-François Bastian (1764-1838).
La grande carrière de roche calcaire est exploitée depuis les années 1830.
Le Grand Salève fut desservi de 1892 à 1935 par le chemin de fer du Salève, le premier train à crémaillère électrique au monde. Il y eut deux lignes : la ligne Étrembières - Monnetier - Treize-Arbres ouverte en décembre 1892, qui contournait le Petit Salève par l'est, puis la ligne directe et beaucoup plus pentue Veyrier-Monnetier, ouverte le 24 mars 1894. Ce train servait principalement au tourisme, mais permettait également de desservir l'Observatoire du Salève (1913).
La première ascension du Salève par un engin motorisé est réalisée le 25 juin 1904 par Henri et Armand Dufaux sur deux motocyclettes Motosacoche dont ils sont les concepteurs. La presse est convoquée pour assister à l'évènement dans le but de démontrer la fiabilité et l'efficacité de leur invention sur la route empierrée reliant Étrembières à la station des Treize-Arbres. Malgré une pente oscillant entre 12 et 20 %, ils atteignent sans effort leur destination.
La première traversée du Salève en voiture est effectuée en août 1906 par un équipage de cinq personnes, dont une femme, de la Société genevoise d'automobiles (SAG) à bord d'une voiture de marque Pic-Pic 20/24 HP. L'épreuve destinée à évaluer l'endurance de leurs véhicules sur un sol accidenté et rocailleux consistait à rallier Mornex à Saint-Blaise via Grande-Gorge, La Croisette, les Pitons et La Thuile. Plus tard, la section genevoise du Touring Club suisse, avec le soutien du syndicat d'initiatives du Salève, organise en juin 1912 une course auto/moto entre Monnetier et les Treize-Arbres. La foule se masse le long de la route et un grand banquet réunissant 200 personnes est organisé au buffet des Treize-Arbre pour clore l'épreuve. Ces courses se poursuivent durant quelques années.
Entre 1925 et 1931 est construite la route menant de Monnetier-Mornex à la Croisette par les crêtes du Grand Salève[réf. nécessaire].
Depuis 1932 le Grand Salève est également accessible par un téléphérique (reconstruit en 1983). La station supérieure du téléphérique, située à 1 100 mètres, est l'œuvre de l'architecte suisse Maurice Braillard[réf. nécessaire].
En septembre 2007 est ouverte la Maison du Salève dans l'ancienne ferme de Mikerne, datant de 1733[réf. nécessaire].

## Activités

### Industrie

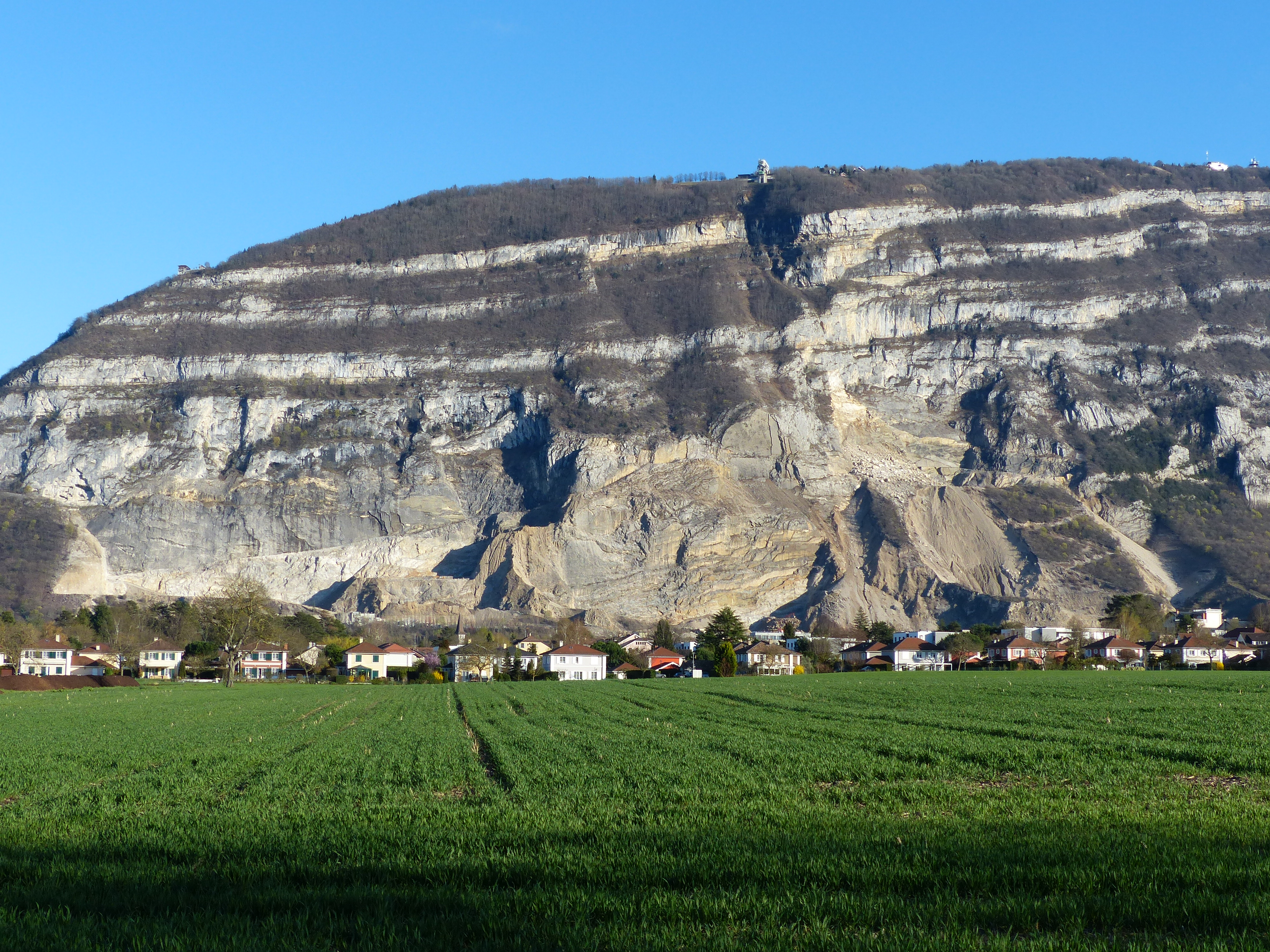
Grande carrière du Salève avec Veyrier en avant-plan.

Plusieurs carrières ont été exploitées sur le Salève pour extraire des pierres. Une carrière de roche calcaire est particulièrement visible depuis Genève. Elle est en exploitation depuis les années 1830. Elle s'étend au maximum sur 57 hectares depuis 2003, avec 250 mètres de dénivelé, au bas des pentes du Salève, sous le passage du téléphérique, dans les communes d'Étrembières et Bossey. Vers 2016, elle produisait 500 000 tonnes par année, livrées aux proches alentours à 70 % en France et 30 % en Suisse. Les pierres du Salève ont servi à bâtir de nombreux bâtiments en pierre à Carouge.

### Tourisme
Le Syndicat mixte du Salève a été créé en 1994 et regroupe 19 communes haut-savoyardes (60 000 hab.) sur lequel s'étend le massif du Salève. Son objectif est de valoriser et de protéger le massif, qui est une « île préservée » au centre d'un territoire franco-suisse fortement urbanisé avec plus de sept cent mille habitants.

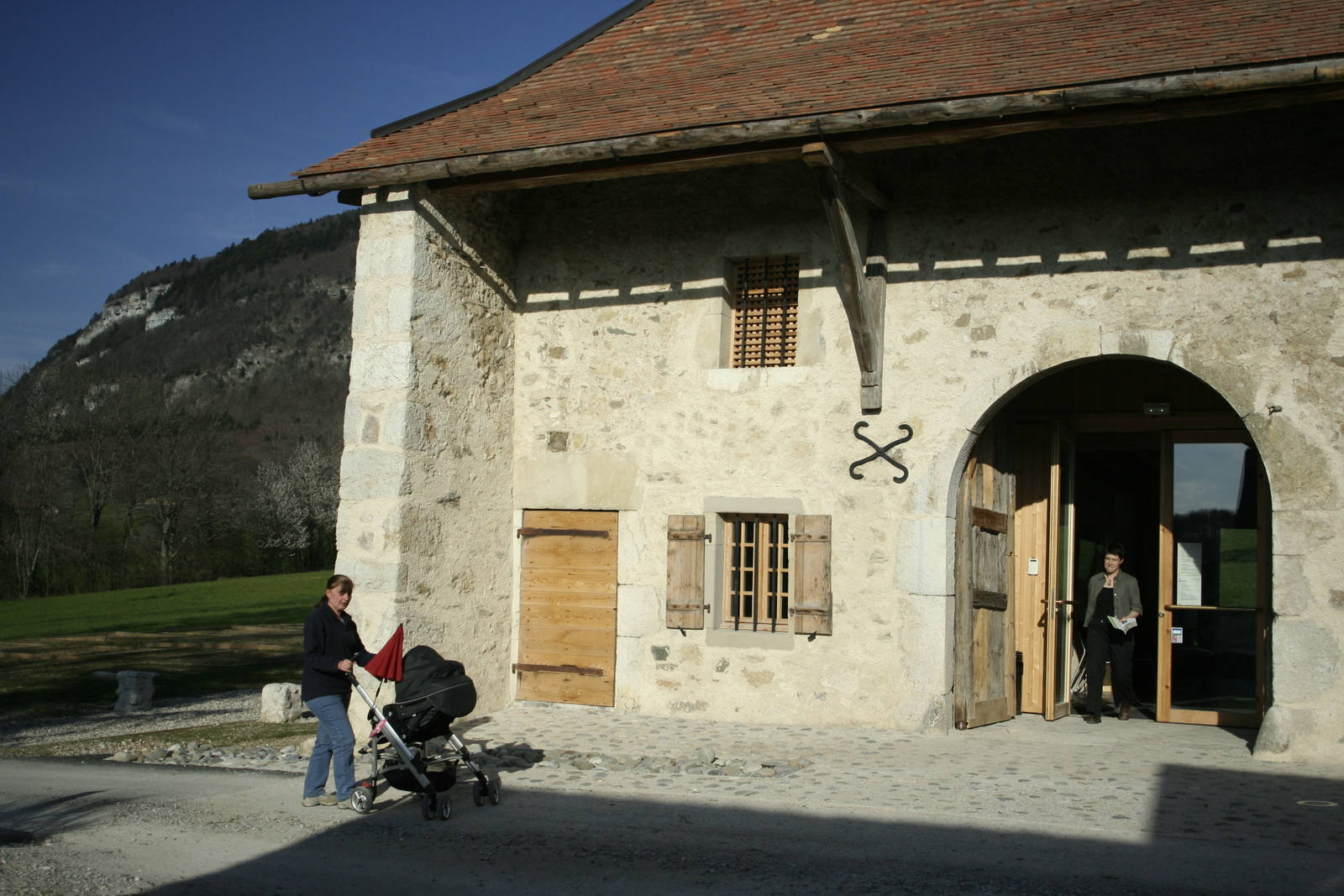
Maison du Salève.

Le syndicat ouvre, en septembre 2007, la Maison du Salève dans l'ancienne ferme de Mikerne, datant de 1733. Ce centre d'interprétation et de documentation présente le massif sous tous ses aspects : histoire, patrimoine, nature, sports et loisirs. La même année, il met en œuvre la « charte de développement durable » du Salève visant à concilier la préservation du massif avec l'accroissement de sa fréquentation, avec une vision à trente ans. Cette maison propose une exposition permanente, des expositions temporaires et un programme de visites guidées, sorties et conférences sur les thèmes du patrimoine local et de l'environnement.
Le Syndicat associe à ses trois groupes de travail — agriculture et alpages, tourisme et loisirs, accès et transports — tous les usagers du Salève (communes, associations sportives, de protection de la nature, restaurateurs, paysans, chasseurs, offices du tourisme…).

### Activités sportives

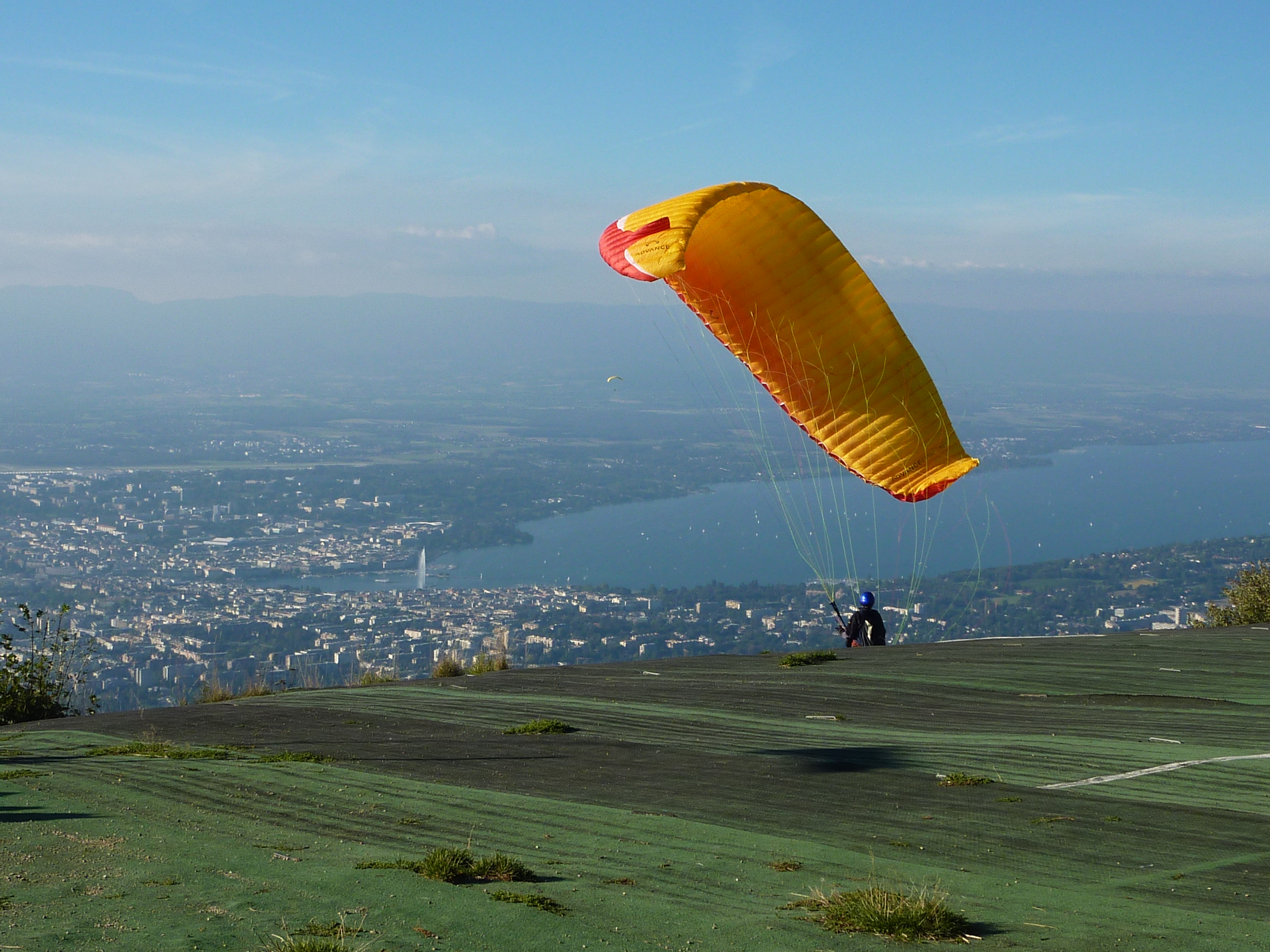
Décollage de parapente au Salève.

Terrain de loisirs par excellence des Genevois du fait de sa proximité de la cité (à tel point qu'on entend souvent parler à son propos de « montagne des Genevois »[réf. nécessaire]), on y pratique l'escalade, la randonnée pédestre et à skis, le VTT, le parapente, le deltaplane, l'aéromodélisme, le cerf-volant, la spéléologie ainsi que le ski au col de la Croisette.
Le sentier du Pas de l'Échelle est un sentier historique, d'une longueur de 15 km, existant depuis au moins le XIVe siècle (il est cité en 1320), et initialement connu sous le nom de scalam de Munetier. Son nom proviendrait d'une erreur de traduction de scalam qui signifie en latin « escalier » ou « échelle » et aurait dû être nommé « Pas de l'Escalier ». Le sentier débute à Étrembières (430 m d'altitude) en passant par Monnetier-Mornex (750 m) où il croise le tracé de l'ancien Chemin de fer du Salève. Il permet ensuite de rejoindre la gare haute du téléphérique du Salève. Dans ses parties les plus raides, des marches sont directement taillées dans la roche d'où le sentier tirait son nom. Il était auparavant emprunté par les paysans du Salève qui allaient vendre leurs produits sur les marchés de Genève et fut ensuite un passage privilégié pour les premiers touristes. De nombreux écrivains et scientifiques l'ont emprunté dont Alphonse de Lamartine en 1820 qui le cite dans ses souvenirs.[réf. nécessaire]
La balade du Grand Piton (8,5 km, 627 mètres de dénivelé positif) est une des randonnées balisées classiques du Salève. Le point de départ se situe derrière l'église du village de Beaumont, passe au-dessus de la chapelle de Notre-dame de l'Espérance, puis par le sentier forestier en lacets de la Grande Paroi jusqu'à la ferme de la Thuile, un ancien alpage des Chartreux de Pomier. Après avoir rejoint les Petits Pitons et son parking, un court sentier mène au Grand Piton.
Le Salève est un lieu historique dans l'histoire de l'escalade et un terrain d'entraînement en particulier des grimpeurs genevois. La hauteur des voies d'escalade y dépasse 150 m. Le terme « varappe », qui fait désormais partie du langage courant, est directement tiré du nom de deux couloirs rocheux du Salève, la Grande Varappe et la Petite Varappe,.
Entre 1975 et 2005, l'observatoire accueille l'arrivée de la montée du Salève.
Le trail du Salève a lieu chaque année au mois de mai depuis 2007.[réf. nécessaire]
L'hiver, des pistes de ski de fond sont tracées sur le plateau du Salève, à partir de la Croisette[réf. nécessaire].

#### Cyclisme
Le Tour de France cycliste est passé quatre fois par le Salève, classé en première catégorie. En 1973, sur l'étape Divonne-les-Bains - Gaillard, Luis Ocaña passe en tête, remporte l'étape et endosse le maillot jaune. La course repasse par le Salève en 1974, en 1981 et en 1992.
L'ascension est au programme de la 8e étape du Critérium du Dauphiné 2024, effectuée par Mornex et classée en première catégorie. Marc Soler passe en tête au sommet.

### Lieux
- La tour des Pitons, point culminant du Salève à 1 379 mètres, fut construite en 1820 par le notaire et administrateur Claude-François Bastian (1764-1838) et propriétaire du l'alpage du Petit-Pomier qu'il avait acheté le 18 mai 1795 lors de la vente des biens nationaux venant de la chartreuse de Pomier. Il existait à cet endroit depuis le XIVe siècle un poste de guet. La tour a été rachetée en 1984 par la commune de Beaumont et restaurée. La tour est située sur un lapiaz et parmi les signatures gravées dans la pierre on peut trouver celle des poètes Lamartine et Byron. On y trouve aussi un rocher de belle taille appelé le rocher de la Sorcière[57].
- La Maison du Salève dans l'ancienne ferme de Mikerne, datant de 1733 est un centre d'interprétation et de documentation.
- Le téléphérique du Salève, inauguré en 1932 et reconstruit 1983 avec sa station supérieure située à 1 100 mètres, est l'œuvre de l'architecte suisse Maurice Braillard.
- La grande carrière du Salève.
- Shedrub Choekhor Ling est un centre du bouddhisme tibétain situé au Salève.
- L'immense Croix de Savoie peinte en mai 1967 sur la plaque blanche de la Corraterie, mise à nu à la suite d'un orage en 1942[64]. Il s'agissait initialement d'une croix suisse dont la découverte au matin a suscité un important scandale qui a pris de l'ampleur lorsque la presse s'est emparée du sujet. Les membres du Club alpin suisse sont les premiers suspectés, car ils possèdent les compétences pour accéder au site et connaissent bien le Salève. Effrayés par la tournure des évènements, trois jeunes alpinistes américains du campus adventiste du Salève finissent par se dénoncer. Ils ont peint le drapeau suisse pour fêter la réussite de leur examen. Les auteurs, habitués aux grands espaces de leur pays, pensaient que du fait de sa proximité avec Genève, le Salève est une montagne suisse. En réparation du préjudice, les Américains effacent le drapeau au marteau et burin mais rapidement après, des activistes savoisiens peignent un drapeau de la Savoie à la place. Depuis la croix de Savoie est régulièrement repeinte par des anonymes, notamment lorsque cette dernière est ponctuellement transformée en croix suisse[65].

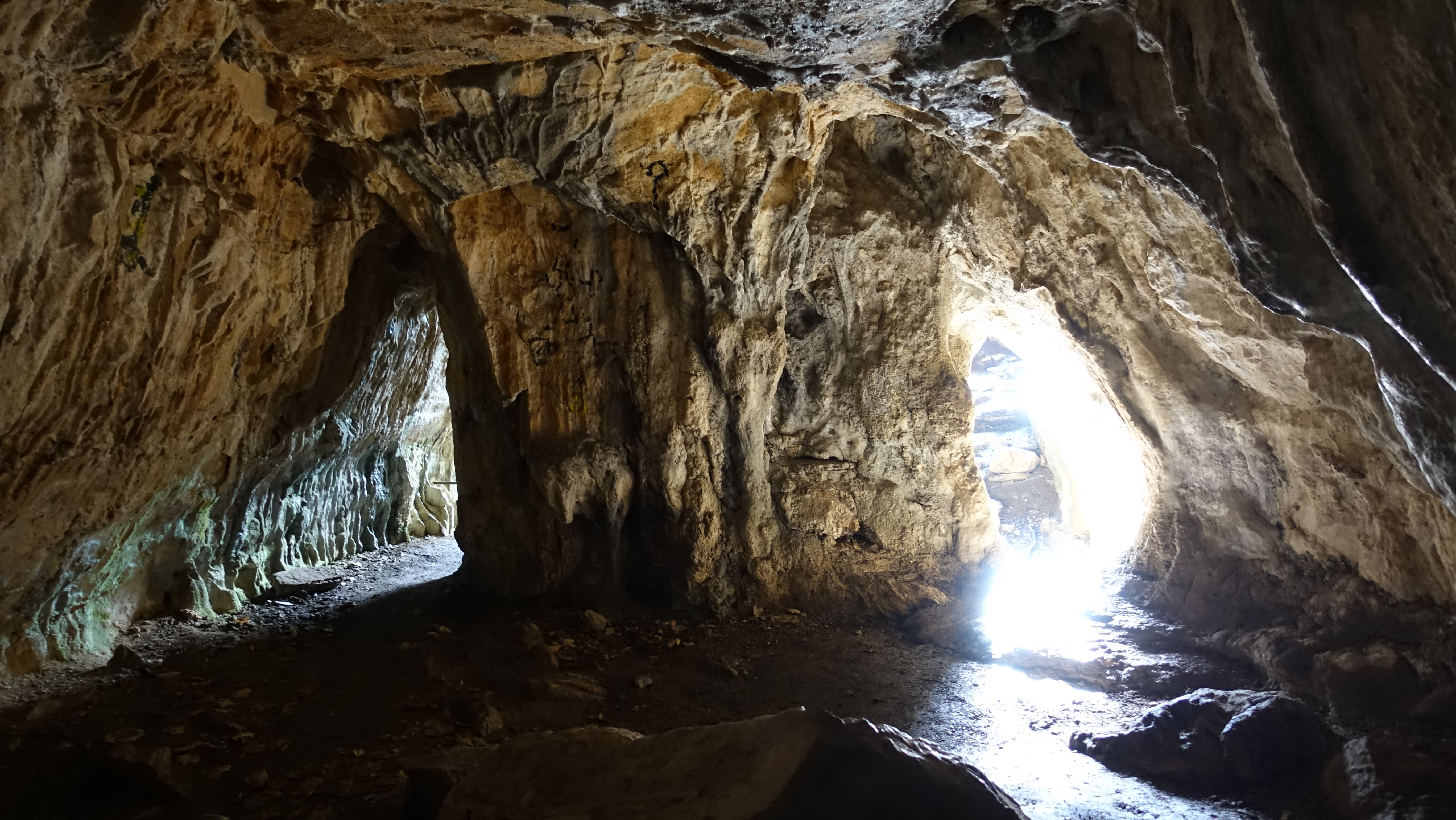
La grotte d'Orjobet.

- La grotte d'Orjobet est une cavité souterraine naturelle découverte en 1779 par le Genevois Horace Bénédict de Saussure et le guide François Orjobet.
- Les voûtes de la Corraterie au-dessus de la grotte d'Orjobet abritent un impressionnant sentier à flanc de falaise[57].
- La grotte du Trou de la Tine[57].
- Les trois tables géologiques offrent un point de vue sur les Alpes dont le mont Blanc[57].
- Les rochers de Faverges, terrain des enfants pour le jeu de cache-cache[57].

## Dans la culture

### Le Salève dans la littérature
- Dans Frankenstein ou le Prométhée moderne, l'œuvre de Mary Shelley, la créature, après s'être échappée, gravit le Salève (trois extraits du chapitre 7, trad. de Germain d'Hangest) :

« Le Salève, les monts du Jura et les Alpes de Savoie en renvoyaient l'écho ; des éclairs brillants éblouissaient mes regards, et illuminaient le lac qui ressemblait à une immense nappe de feu. »

« Je pensai à poursuivre le démon ; mais c'eût été en vain, car un autre éclair me le découvrit s'accrochant aux roches de la montée presque perpendiculaire du Salève, montagne qui sert de limite sud à Plainpalais. »

« Qui pourrait arrêter un être capable d'escalader les flancs escarpés du mont Salève ? »

- Dédicace au Dernier chant du pèlerinage d'Harold, de Lamartine, 1825 (conclusion du poème inachevé de son ami Lord Byron, Le Pèlerinage de Childe Harold).

- Le Ruisseau, de Théophile Gautier (1869).

### En peinture
Le mont Salève figure dans la première peinture de l'histoire de l'art comportant un paysage réaliste : il s'agit de La Pêche Miraculeuse de Konrad Witz réalisé en 1444. On y voit en arrière-plan les Voirons à gauche, le Môle au centre, et le début de l'arête nord du Petit Salève à droite, vus depuis Genève ; derrière cette dernière arête, on distingue même le sommet du mont Gosse.

Salève dans la peinture
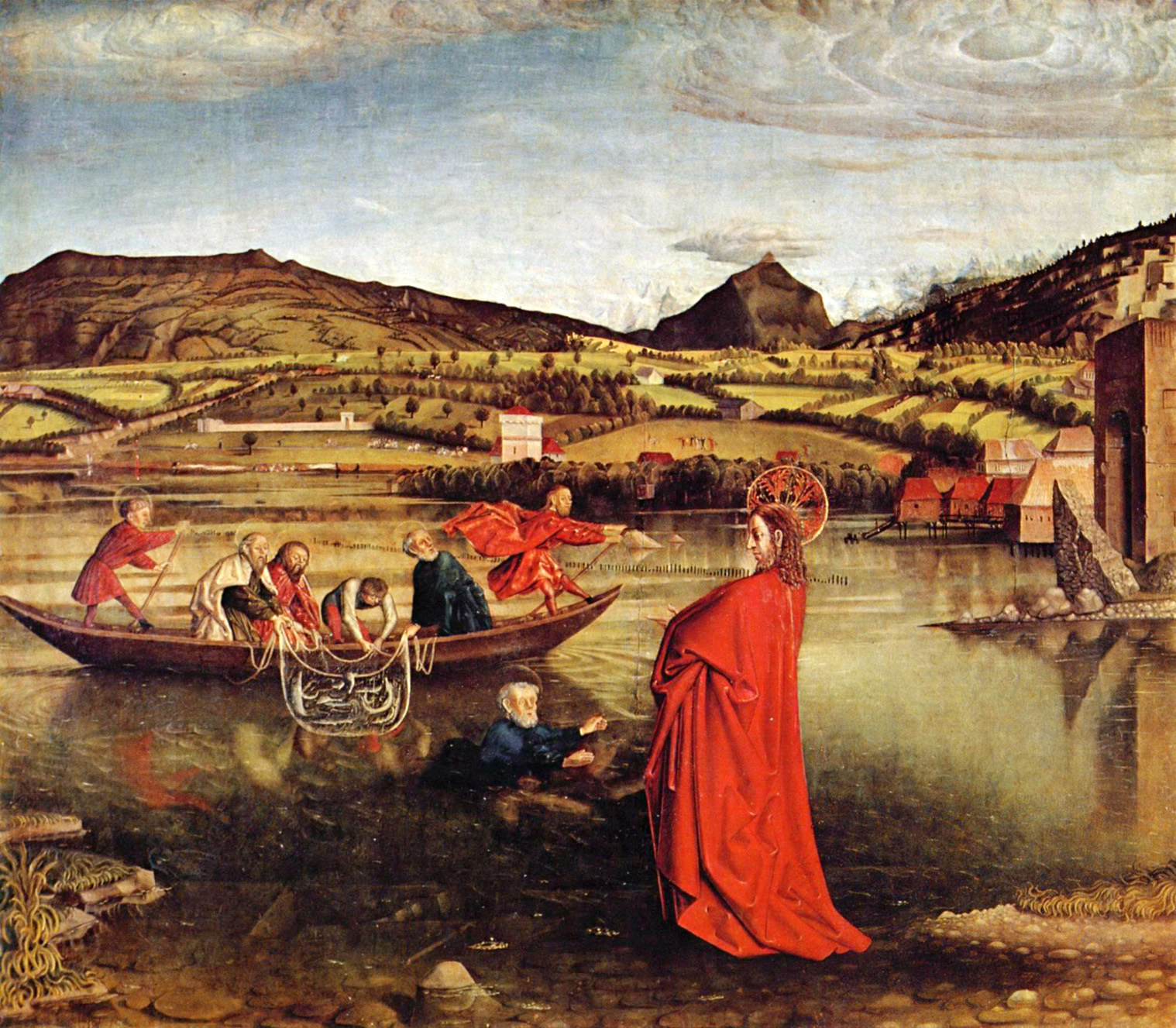
La Pêche Miraculeuse, Konrad Witz, 1444.
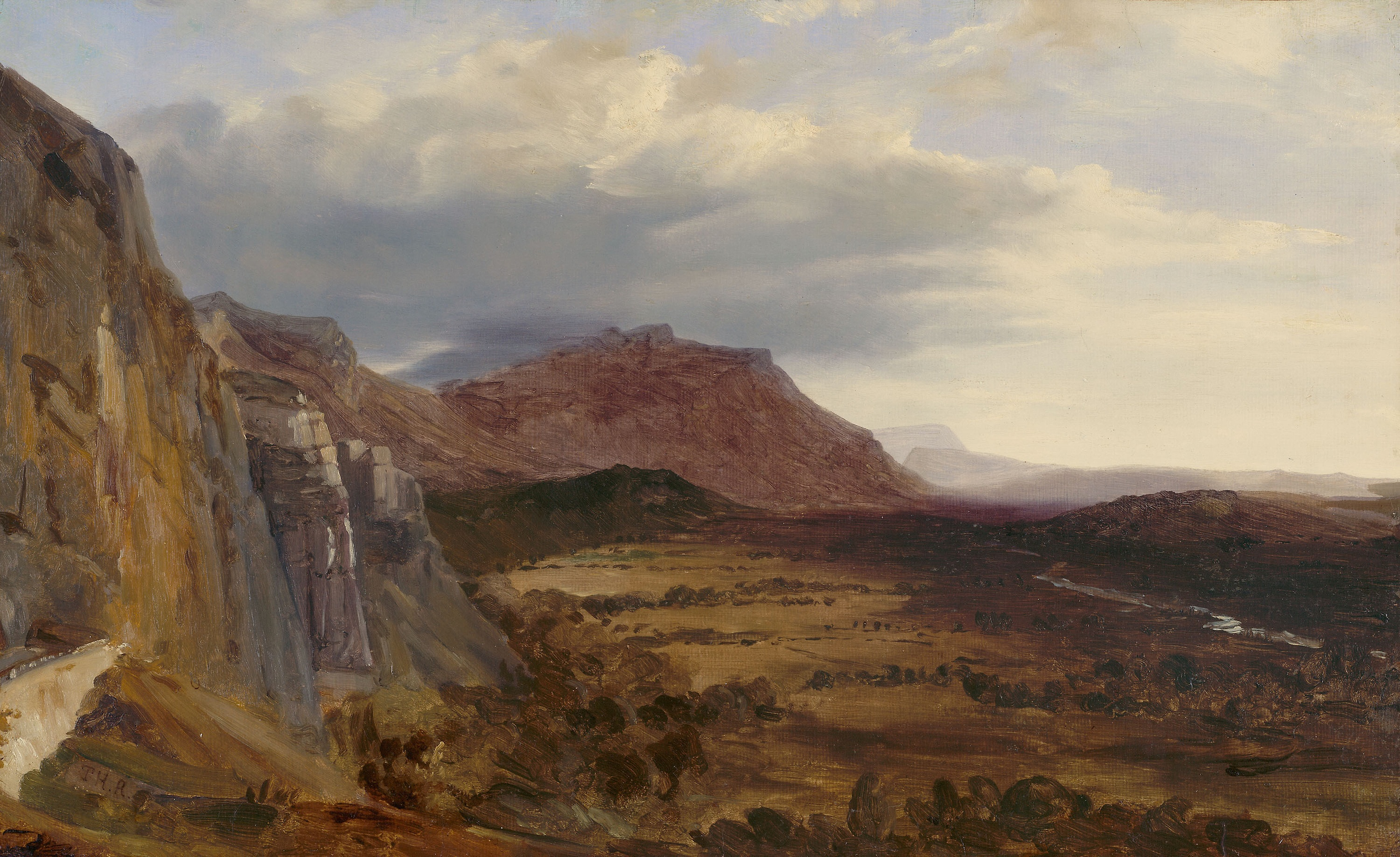
Vue de Salève près de Genève, Théodore Rousseau, 1834, Art Institute of Chicago.
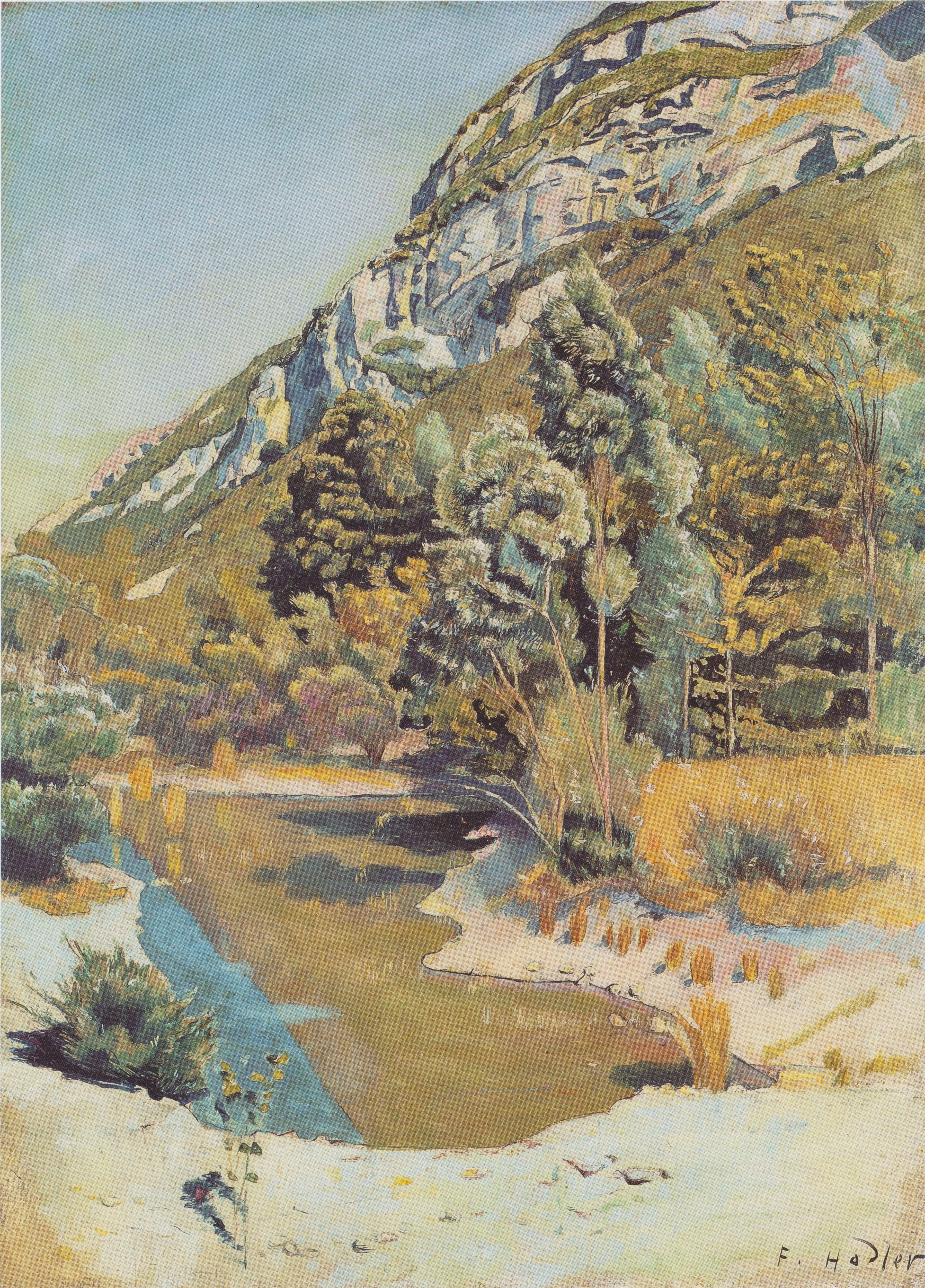
Am Fuss des Petit Salève de Ferdinand Hodler, v. 1890.
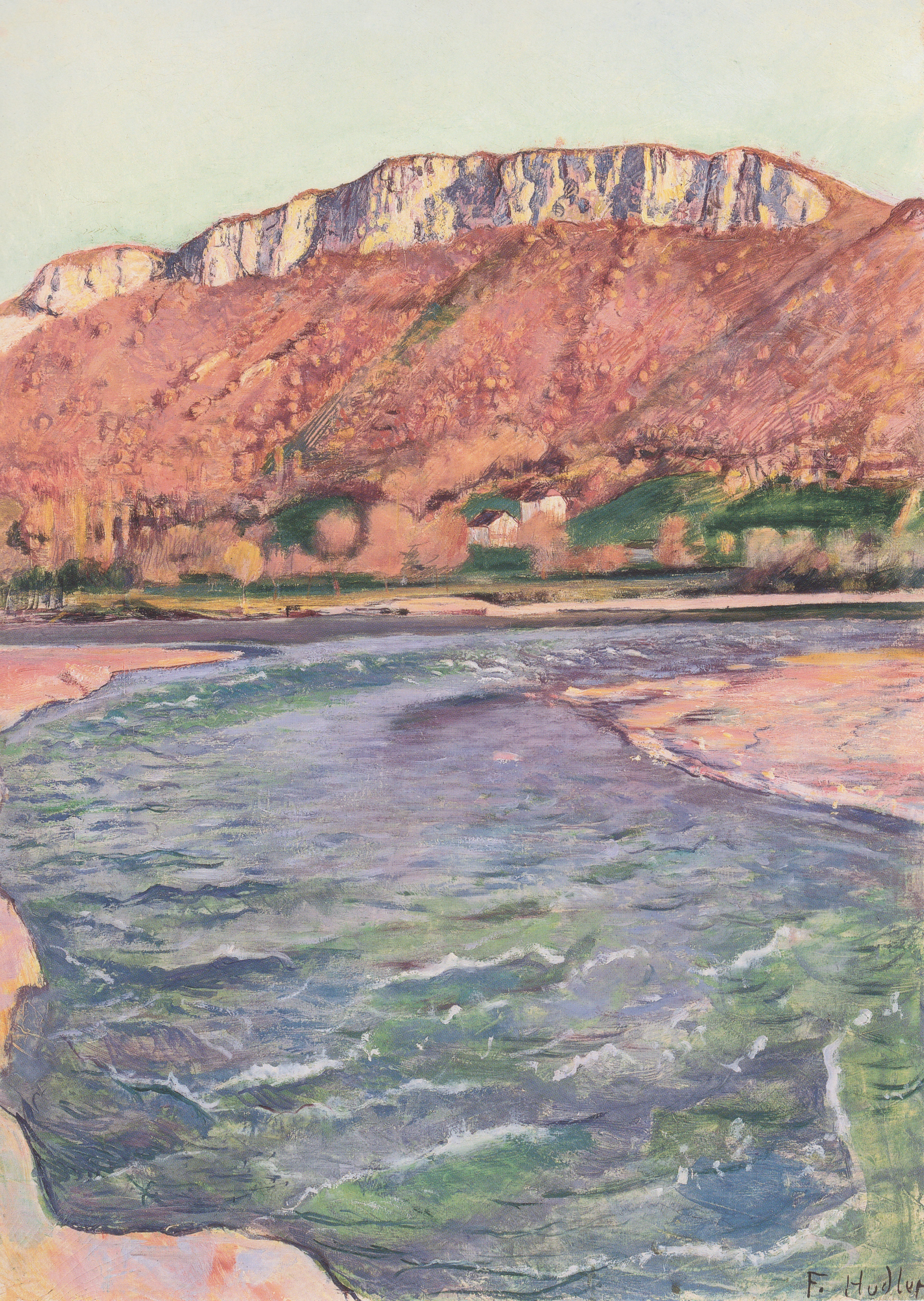
Der Salève im Herbst, Ferdinand Hodler, 1891.
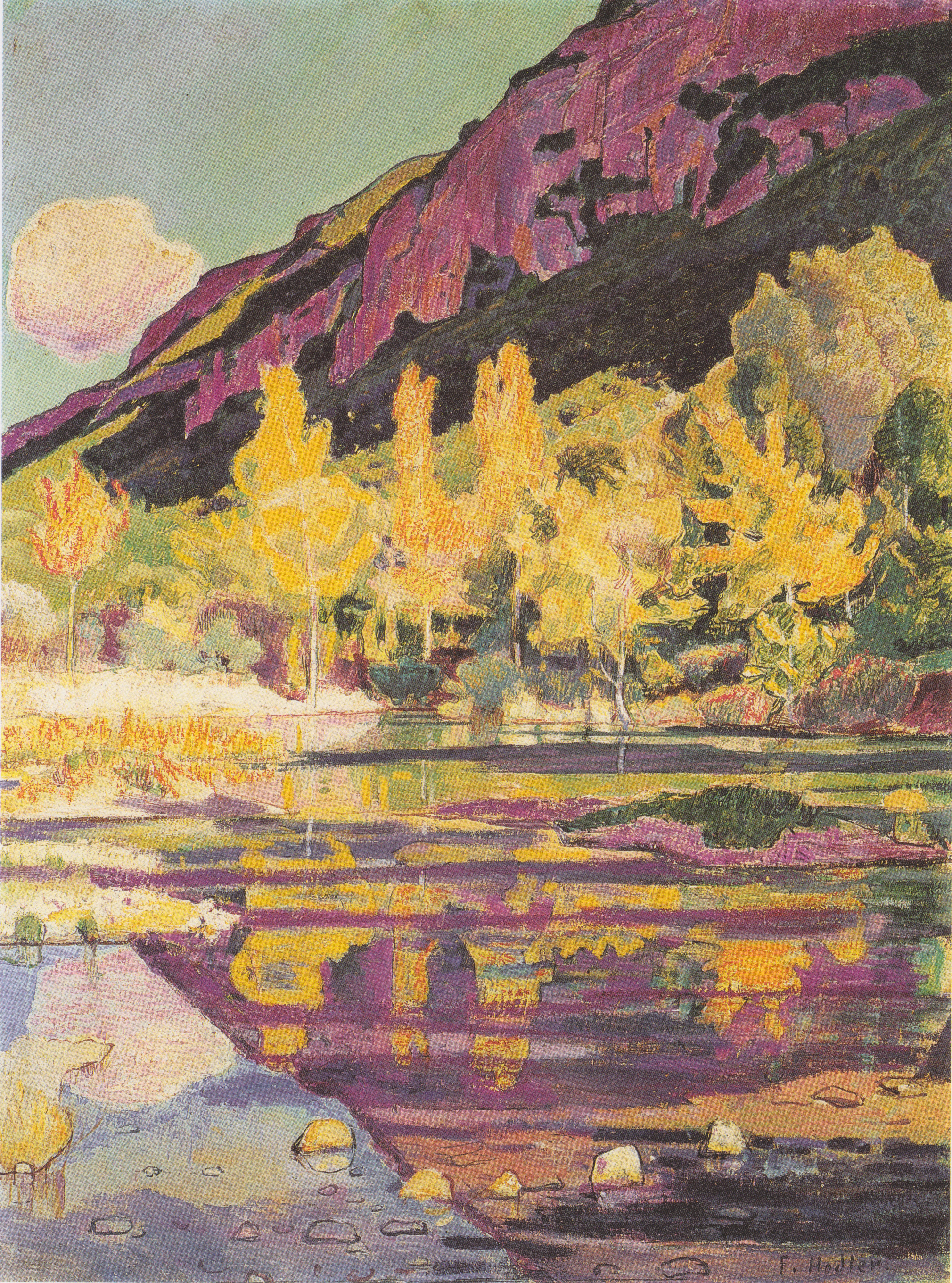
Am Fuss des Petit Salève, Ferdinand Hodler, v. 1893.

### Au cinéma et dans les séries
Le Salève est un des lieux dans lesquels se situe l'action de l'épisode 4 Cessez le feu de la saison 5 de la série MacGyver. C'est là que doit être signé un accord de paix entre les Azmirs et les Samadiens. L'épisode a en réalité été tourné au mont Grouse, au nord de Vancouver au Canada.

### En musique
Henri Kling, corniste et compositeur suisse d'origine allemande, installé à Genève, composa en 1877 Le Salève, poème symphonique.

### Personnalités liées
Lors d'un séjour à Genève en 1932, Joseph Kessel écrit un article dans Le Messager sur le téléphérique du Salève, inauguré deux mois auparavant.
Lors d'un séjour en Haute-Savoie en 1949, le commandant suprême Bernard Montgomery quitte Chamonix où il est fait citoyen d'honneur de la ville pour se rendre au château de Beauregard, son lieu de villégiature. Sur le trajet, il décide de faire escale au Salève. Il se rend à la gare d'arrivée téléphérique du Salève où il pique-nique en compagnie d’un officier anglais, de deux officiers français et de huit soldats. Il visite les installations du téléphérique puis profite de la vue depuis la terrasse avant de repartir vers Monnetier, où il fait une courte halte, avant de rejoindre Mornex où il se sépare de son escorte.